# Índice de Barthel
El índice de Barthel o escala de Barthel es un instrumento utilizado por profesionales socio*sanitarios para la valoración funcional de un paciente y realizar un seguimiento de su evolución.
En el caso de los Terapeutas Ocupacionales, valoran la independencia o dependencia de la persona en cada una de las actividades de la vida diaria(AVD) , obteniéndose como resultado el nivel de desempeño de la persona y realizando una intervención rehabilitadora/compensadora y/o de mantenimiento acorde a los resultados obtenidos. Promocionando y/o manteniendo la independencia de la persona.
La escala mide la capacidad de una persona para realizar 10 actividades de la vida diaria, que se consideran básicas, de esta forma se obtiene una estimación cuantitativa de su grado de independencia.
La escala también se conoce como Índice de Discapacidad de Maryland.

## La escala
Se debe interrogar al paciente sobre cada una de las actividades correspondientes y según su capacidad para realizarla se dará un puntaje entre 0, 5 o 10 (hasta 15 para determinadas actividades), con un puntaje máximo de 100 puntos (90 si utiliza silla de ruedas).
| Actividad                            | Descripción | Puntaje   |
| ------------------------------------ | --- | --------- |
| Comer                                | 1. Dependiente 2. Necesita ayuda para cortar, extender mantequilla, usar condimentos, etc. 3. Independiente (capaz de usar cualquier instrumento)                                                                | 0 5 10    |
| Trasladarse entre la silla y la cama | 1. Dependiente, no se mantiene sentado 2. Necesita ayuda importante (1 persona entrenada o 2 personas), puede estar sentado 3. Necesita algo de ayuda (una pequeña ayuda física o ayuda verbal) 4. Independiente | 0 5 10 15 |
| Aseo personal                        | 1. Dependiente 2. Independiente para lavarse la cara, las manos y los dientes, peinarse y afeitarse | 0 5       |
| Uso del retrete                      | 1. Dependiente 2. Necesita alguna ayuda, pero puede hacer algo solo 3. Independiente (entrar y salir, limpiarse y vestirse)                                                                                      | 0 5 10    |
| Bañarse o Ducharse                   | 1. Dependiente 2. Independiente para bañarse o ducharse | 0 5       |
| Desplazarse                          | 1. Inmóvil 2. Independiente en silla de ruedas en 50 m 3. Anda con pequeña ayuda de una persona (física o verbal) 4. Independiente al menos 50 m, con cualquier tipo de muleta, excepto andador                  | 0 5 10 15 |
| Subir y bajar escaleras              | 1. dependiente 2. Necesita ayuda física o verbal, puede llevar cualquier tipo de muleta 3. Independiente para subir y bajar                                                                                      | 0 5 10    |
| Vestirse y desvestirse               | 1. Dependiente 2. Necesita ayuda, pero puede hacer la mitad aproximadamente, sin ayuda 3. Independiente, incluyendo botones, cremalleras, cordones, etc.                                                         | 0 5 10    |
| Control de heces                     | 1. Incontinente (o necesita que le suministren enema) 2. Accidente excepcional (uno/semana) 3. Continente | 0 5 10    |
| Control de orina                     | 1. Incontinente, o sondado incapaz de cambiarse la bolsa 2. Accidente excepcional (máximo uno/24 horas) 3. Continente, durante al menos 7 días                                                                   | 0 5 10    |

## Interpretación
De acuerdo al puntaje obtenido en el índice de Barthel, se clasifica la funcionalidad de un paciente o el grado de rehabilitación. Si el puntaje es igual a 100 el paciente podrá hacer sus actividades diarias de autocuidado sin un asistente de salud, sin que esto signifique que pueda vivir solo. Cuanto más cerca esté a 0, mayor será su dependencia.
De acuerdo al puntaje se hace la siguiente clasificación según shah et al :
| Puntaje | Clasificación        |
| ------- | -------------------- |
| <20     | Dependencia total    |
| 21 – 60 | Dependencia severa   |
| 61 – 90 | Dependencia moderada |
| 91 – 99 | Dependencia leve     |
| 100     | Independencia        |

```
Shah S, Vanclay F, Cooper B. Improving the sensitivity
```

of the Barthel Index for stroke rehabilitation. J Clin
Epidemiol 1989;42:703-709